# Georgi Todorov (sollevatore)
Georgi Petrov Todorov (in bulgaro Георги Петров Тодоров?; Belogradec, 4 dicembre 1952) è un ex sollevatore bulgaro, medagliato olimpico e campione mondiale ed europeo che ha gareggiato nelle categorie dei pesi gallo (fino a 56 kg.) e dei pesi piuma (fino a 60 kg.).

## Biografia
Nel 1972 Todorov, all'età di 19 anni, vinse la prima di una lunga serie di medaglie in eventi internazionali, ottenendo, nel mese di maggio, la medaglia d'argento nella categoria dei pesi gallo ai campionati europei di Costanza con 355 kg. nel totale di tre prove, dietro al sovietico Rafail Beljankoŭ (360 kg.). Nel mese di agosto partecipò alle Olimpiadi di Monaco di Baviera 1972, classificandosi all'8º posto finale con 350 kg. nel totale.
Nel 1973, anno dell'abolizione della prova di distensione lenta da parte della IWF, Todorov vinse nel mese di giugno la medaglia d'argento ai campionati europei di Madrid con 252,5 kg. nel totale di due prove, battuto dal connazionale Atanas Kirov (255 kg.); nel mese di settembre dello stesso anno vinse un'altra medaglia d'argento ai campionati mondiali de L'Avana con 255 kg. nel totale, battuto nuovamente da Kirov (257,5 kg.).
L'anno successivo Todorov passò alla categoria superiore dei pesi piuma, conquistando dapprima la medaglia d'oro ai campionati europei di Verona con 272,5 kg. nel totale e successivamente la medaglia d'oro ai campionati mondiali di Manila con 280 kg. nel totale, battendo il sovietico Nikolaj Kolesnikov (277,5 kg.).
Nel 1975 si confermò al vertice mondiale della categoria, conquistando la medaglia d'oro ai campionati mondiali ed europei di Mosca con 285 kg. nel totale, avendo ancora la meglio su Kolesnikov (277,5 kg.).
L'anno seguente Todorov non andò oltre la medaglia di bronzo ai campionati europei di Berlino Est con 277,5 kg. nel totale, alle spalle di Kolesnikov (282,5 kg.) e del connazionale Todor Todorov (280 kg.). Alcuni mesi dopo, alle Olimpiadi di Montréal 1976, Georgi Todorov fu nuovamente battuto da Nikolaj Kolesnikov, ottenendo pertanto la medaglia d'argento con 280 kg. nel totale, contro i 285 kg. sollevati dal sovietico. In quell'anno la competizione olimpica era valida anche come campionato mondiale.
Nel 1977 Todorov ritornò alla categoria dei pesi gallo e partecipò ai campionati mondiali ed europei di Stoccarda, terminando al 2º posto finale con 247,5 kg. nel totale, dietro al giapponese Jirō Hosotani (252,5 kg.), conquistando, pertanto, la medaglia d'argento mondiale e la medaglia d'oro europea.
Nel 1979 Georgi Todorov fece nuovamente il salto alla categoria dei pesi piuma, ottenendo la medaglia d'argento ai campionati europei di Varna con 272,5 kg. nel totale, ancora dietro a Nikolaj Kolesnikov, il quale nell'occasione stabilì il nuovo record mondiale nel totale con 292,5 kg. Lo stesso anno, qualche mese dopo, Todorov conquistò la medaglia d'argento anche ai campionati mondiali di Salonicco con 275 kg. nel totale, questa volta alle spalle del polacco Marek Seweryn (282,5 kg.).
Dopo quest'ultima competizione, a soli 27 anni, decise di ritirarsi dall'attività agonistica, rinunciando di fatto a competere ai Giochi Olimpici di Mosca dell'anno successivo.
Nel corso della sua carriera Georgi Todorov stabilì 5 record mondiali nella categoria dei pesi piuma, di cui 2 nella prova di strappo e 3 nel totale di due prove.